# Husby (commune d'Hedemora)
Pour les articles homonymes, voir Husby.
Husby est une localité de Suède dans la commune d'Hedemora située dans le comté de Dalécarlie.
Sa population était de 256 habitants en 2010.